# Fjord du Saguenay (LNAH)
Pour les articles homonymes, voir Fjord du Saguenay (homonymie).
Le Fjord du Sagunay est une équipe de hockey sur glace ayant évolué dans la Ligue nord-américaine de hockey de 2002 à 2005.

## Historique
L'équipe est créée en 2002 à partir des défunts Condors de Jonquière qui sont rachetés et renommés en Paramédic de Saguenay. En 2004, après des problèmes financiers, l'équipe est vendue et change de nom pour devenir le Fjord du Saguenay, mais l'équipe fait faillite durant la saison 2004-2005.

## Statistiques
| No | Saison    | PJ | V  | D  | N | DP | BP  | BC  | Pts | Classement               | Séries éliminatoires       |
| -- | --------- | -- | -- | -- | - | -- | --- | --- | --- | ------------------------ | -------------------------- |
| 1  | 2002-2003 | 52 | 24 | 25 | 2 | 1  | 214 | 226 | 51  | 4e place, Division Ouest |                            |
| 2  | 2003-2004 | 50 | 18 | 27 | 1 | 4  | 178 | 219 | 41  | 6e place, Division Est   |                            |
| 3  | 2004-2005 | 24 | 3  | 21 | 0 | 0  | 62  | 152 | 6   | 10e place                | Dissous en cours de saison |

## Joueurs